# Sphaerodactylus inaguae
Espèce
Sphaerodactylus inaguae est une espèce de geckos de la famille des Sphaerodactylidae.

## Répartition
Cette espèce est endémique des Bahamas. Elle se rencontre dans les îles de Little Inagua, de Great Inagua et de San Salvador.

## Publication originale
- Noble & Klingel, 1932 : The reptiles of Great Inagua Island, British West Indies. American Museum Novitates, n. 549, p. 1-25 (texte intégral).